# Lah (Kona)
Pour les articles homonymes, voir Lah.
Lah (également orthographié Lâ) est une localité située dans le département de Kona de la province du Mouhoun dans la région de la Boucle du Mouhoun au Burkina Faso.

## Éducation et santé
Lah accueille une centre de santé et de promotion sociale (CSPS) tandis que le centre hospitalier régional (CHR) se trouve à Dédougou.